# Sekwanka
Sekwanka – struga w woj. zachodniopomorskim, w powiecie gryfickim; lewobrzeżny dopływ Sarniej.
Struga bierze swe źródła w okolicach Darżewa, płynie na północny zachód a następnie na północ. Przechodzi pod drogą wojewódzką nr 102 i skręca na zachód. Wpada do Sarniej na północny wschód od Trzebiatowa.

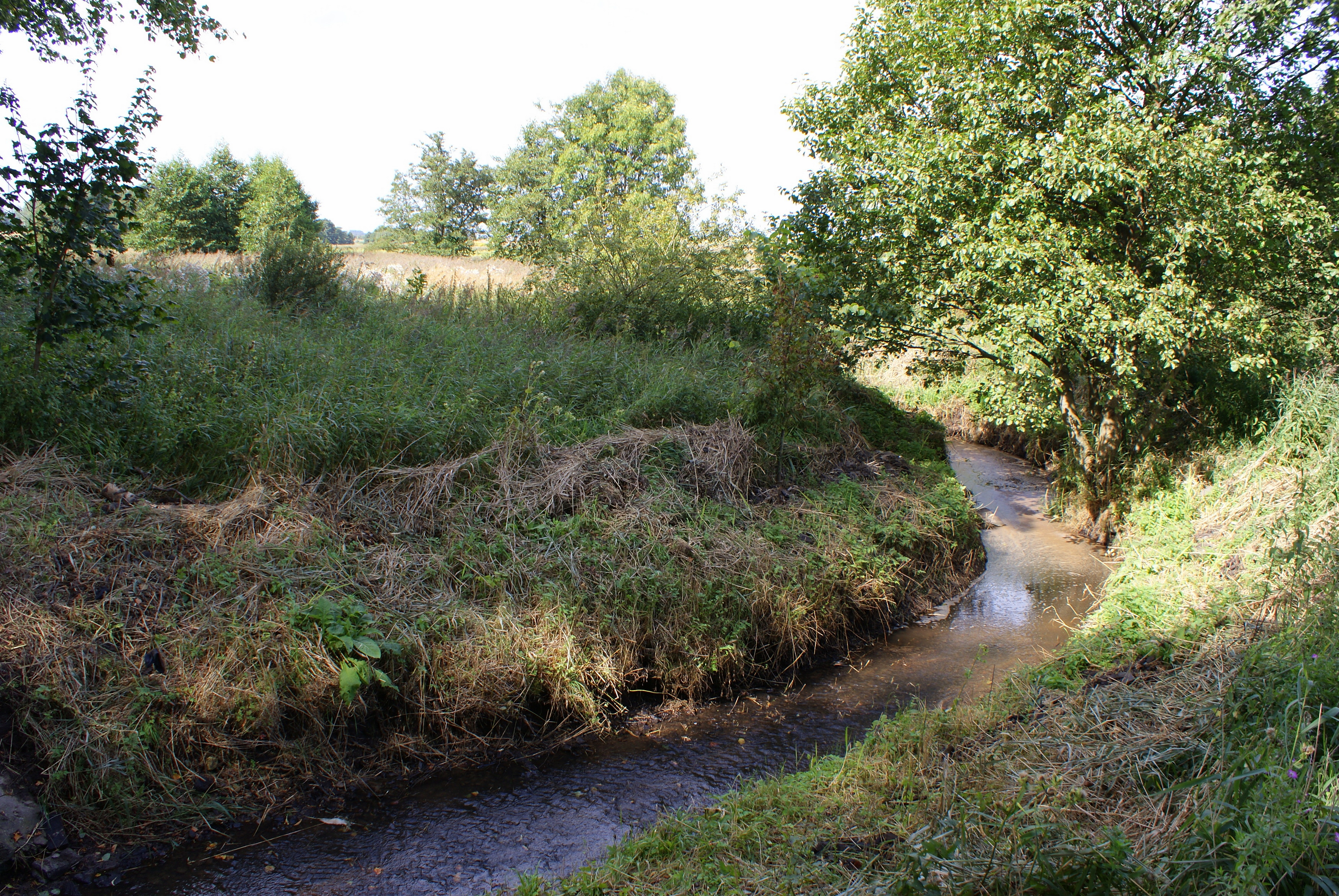
Sekwanka skręcająca na zachód